# Ronald de Wolfe
Ronald Samuel de Wolfe (senare folkbokförd Ronald Jones) född 28 februari 1920 i London, död 5 september 2011 i Vaxholm, var en brittisk-svensk målare, skulptör och tecknare som var bosatt och verksam i Sverige.

## Biografi
Ronald de Wolfe bedrev konststudier i hemstaden London samt för Akke Kumlien och Otte Sköld i Stockholm samt genom självstudier under resor till Paris, England och Norge. Han tilldelades stipendium från Konstakademien 1964 och 1965. Han målade i såväl olja som akvarell och gjorde även utsmyckningar av offentliga byggnader. Han uppmärksammades tidigt för sin friska och djärva kolorit. Bland hans offentliga arbeten märks utsmyckningen med en väggmosaik i Karolinska institutets aula. Separat ställde han ut på bland annat Tysta gatan i Stockholm 1942, Gummesons konsthall 1960, Sveagalleriet 1963, Galerie Doktor Glas 1966 och i Uppsala, Gävle samt Malmö. Tillsammans med sin fru ställde han ut på Japanska magasinet 1949 och tillsammans med Knut Irwe och Paolo Corosone på Lorensbergs konstsalong i Göteborg 1960. Han medverkade i Sveriges allmänna konstförenings salonger i Stockholm under 1950-talet och från 1958 i Liljevalchs Stockholmssalonger samt i Nationalmuseums utställning Unga tecknare. Han var representerad i en vandringsutställning med svensk konst som visades i Frankrike och Grekland 1965 samt utställningen 12 separata som visades på Liljevalchs konsthall 1966. 
Han hade också en engelsktalande roll i Hasse Ekmans film I dödens väntrum från 1946. 
Han var son till konsertmusikern Samuel de Wolfe och gift 1947–1986 med Astrid Munthe de Wolfe (född 1926) och fick med henne sönerna musikern Lorne de Wolfe (född 1948) och båtkonstruktören Lynn Munthe (1951–1985). Ronald de Wolfe bodde mestadels i Vaxholm men även en tid i Österåker där han var sambo och fick tre barn på äldre dar. Ett av dessa är musikern Pontus de Wolfe, som är gift med Elsa Billgren.
De Wolfe finns representerad på Moderna museet och Stockholms stadsmuseum, hans verk finns även på Västerås konstmuseum och Kalmar konstmuseum. Han var styrelseledamot i Konstnärernas riksorganisation.